# Ischiopsopha hoyoisi
Ischiopsopha hoyoisi es una especie de escarabajo del género Ischiopsopha, familia Scarabaeidae. Fue descrita científicamente por Rigout en 1997.
Se distribuye por Indonesia (Nueva Guinea Occidental). Mide aproximadamente 25 milímetros de longitud.